# Atenuare
În fizică, atenuarea reprezintă micșorarea intensității (sau amplitudinii) undelor progresive la trecerea într-un mediu.
Se supune unei legi exponențiale de forma:
{\displaystyle I=I_{0}e^{-\alpha x},}
unde α este coeficientul de atenuare, iar x distanța parcursă.

## Atenuarea înacustică
În cazul undelor acustice, atenuarea este consecința ireversibilității fenomenelor locale de absorbție care însoțesc propagarea undei.
Astfel, în cazul undelor plane, fenomenul este cauzat de disiparea energiei la străbaterea unui mediu absorbant, iar în cazul undelor sferice acestei disipări i se adaugă și repartizarea energiei pe un front de undă cu arie din ce în ce mai mare.

## Atenuarea în diverse medii

### În gaze
În gaze, factorii care generează atenuarea sunt:
- frecarea internă între regiunile vecine;
- conductibilitatea termică între regiuni de comprimare și rarefiere;
- radiația termică;
- schimbări intermoleculare de energie (fenomenul de relaxare);
- absorbția la rezonanță.

### În lichide
Iacov Frenkel a furnizat o teorie a atenuării undelor acustice în lichide ținând cont de similitudinea acestora cu starea solidă (teoria visco-elastică).
A obținut pentru coeficientul de atenuare α expresia:
{\displaystyle \alpha ={\frac {1}{2\rho v^{3}}}\left(K_{1}+{\frac {4}{3}}G\right){\frac {\omega ^{2}T^{2}}{1+\omega ^{2}\tau ^{2}}},}
unde:
- K1 - modulul rotațional,
- G - modulul de tăiere
- ω - pulsația undei;
- τ- timpul de relaxare.

### În solide
În solide, atenuarea undelor acustice se datorește difuziei acestora pe particulele mediului sau pe defecte structureale ale absorbției, ca urmare a conductibilității termice, a interacțiunii cu undele termice și cu electronii (în metale).